# Musée historique de Bosnie-Herzégovine
Le musée historique de Bosnie-Herzégovine est situé en Bosnie-Herzégovine, sur le territoire de la ville de Sarajevo. Il a été créé le 13 novembre 1945 ; plus tard renommé Musée de la révolution nationale de Bosnie-Herzégovine, il a retrouvé son ancien nom en 1993.
L'actuel bâtiment du musée, construit en 1958, est inscrit sur la liste des monuments nationaux de Bosnie-Herzégovine.

## Histoire

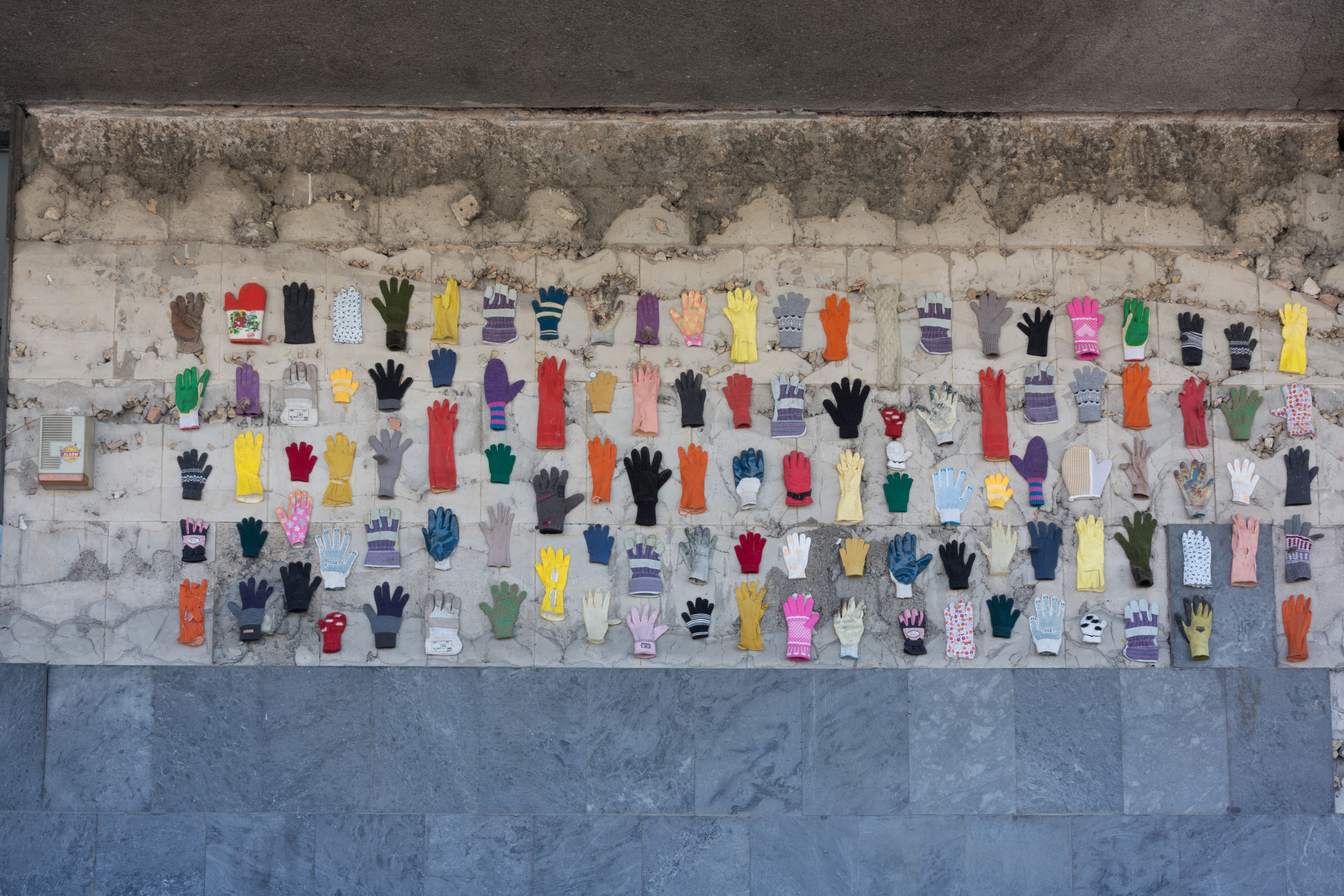
Gants sur un mur

## Architecture

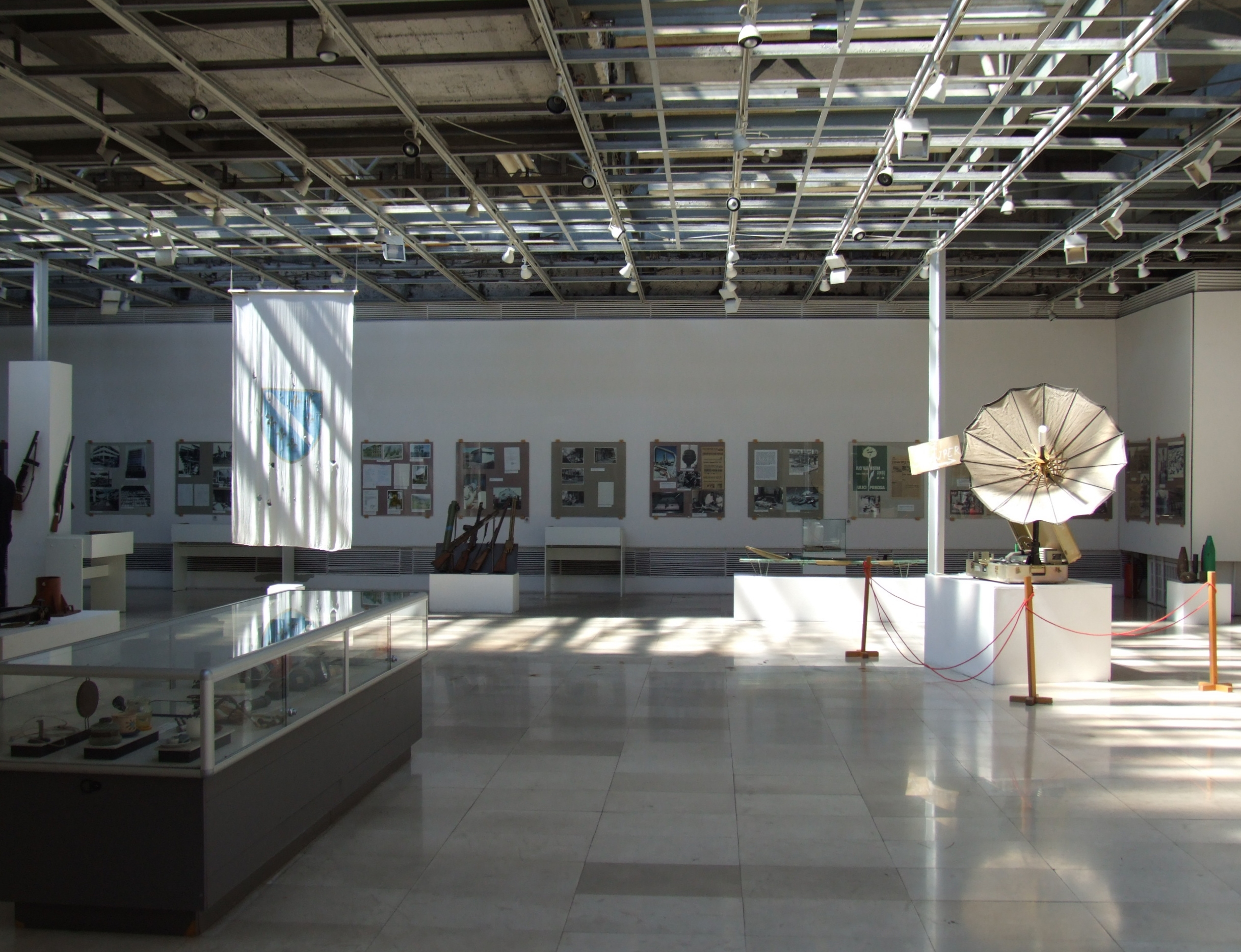
Vue de l'intérieur du musée

## Collections

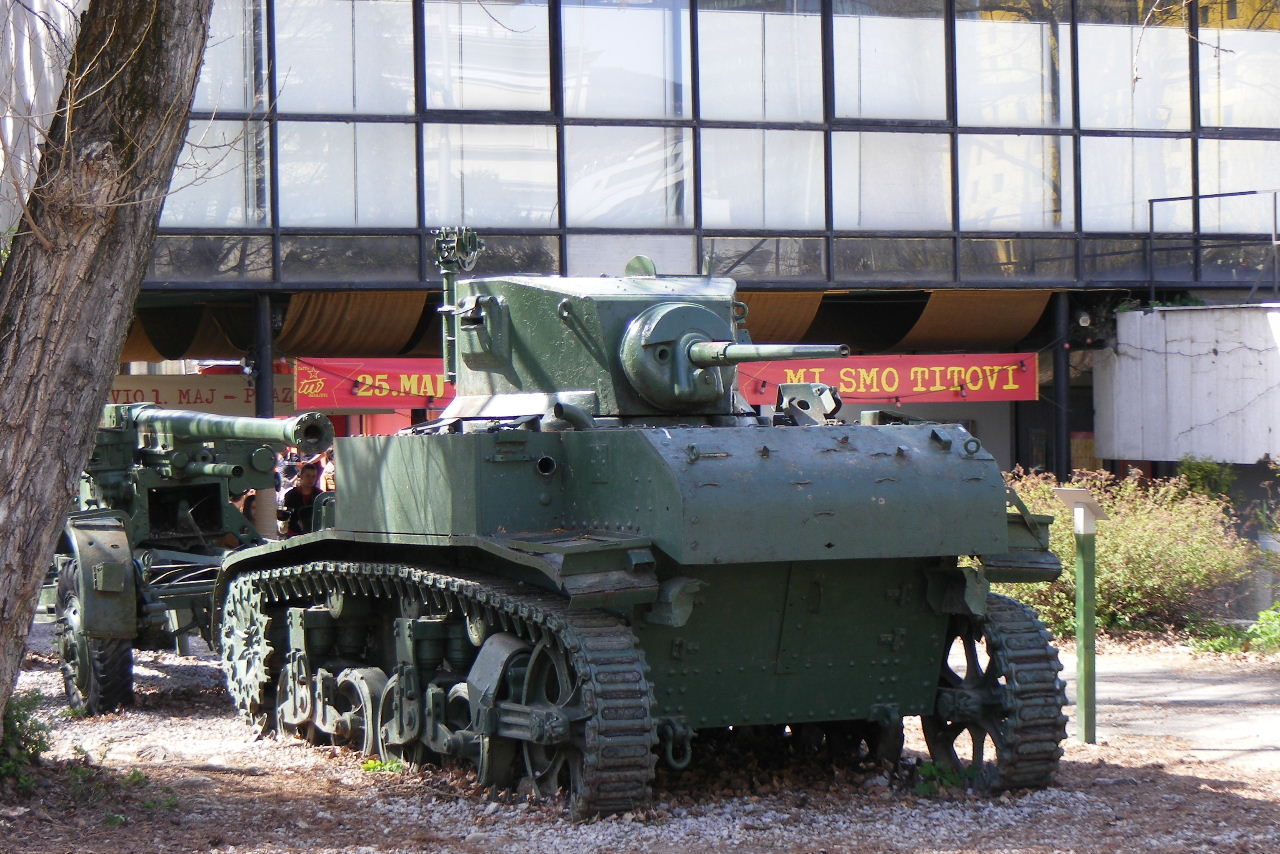
Un char dans le musée.
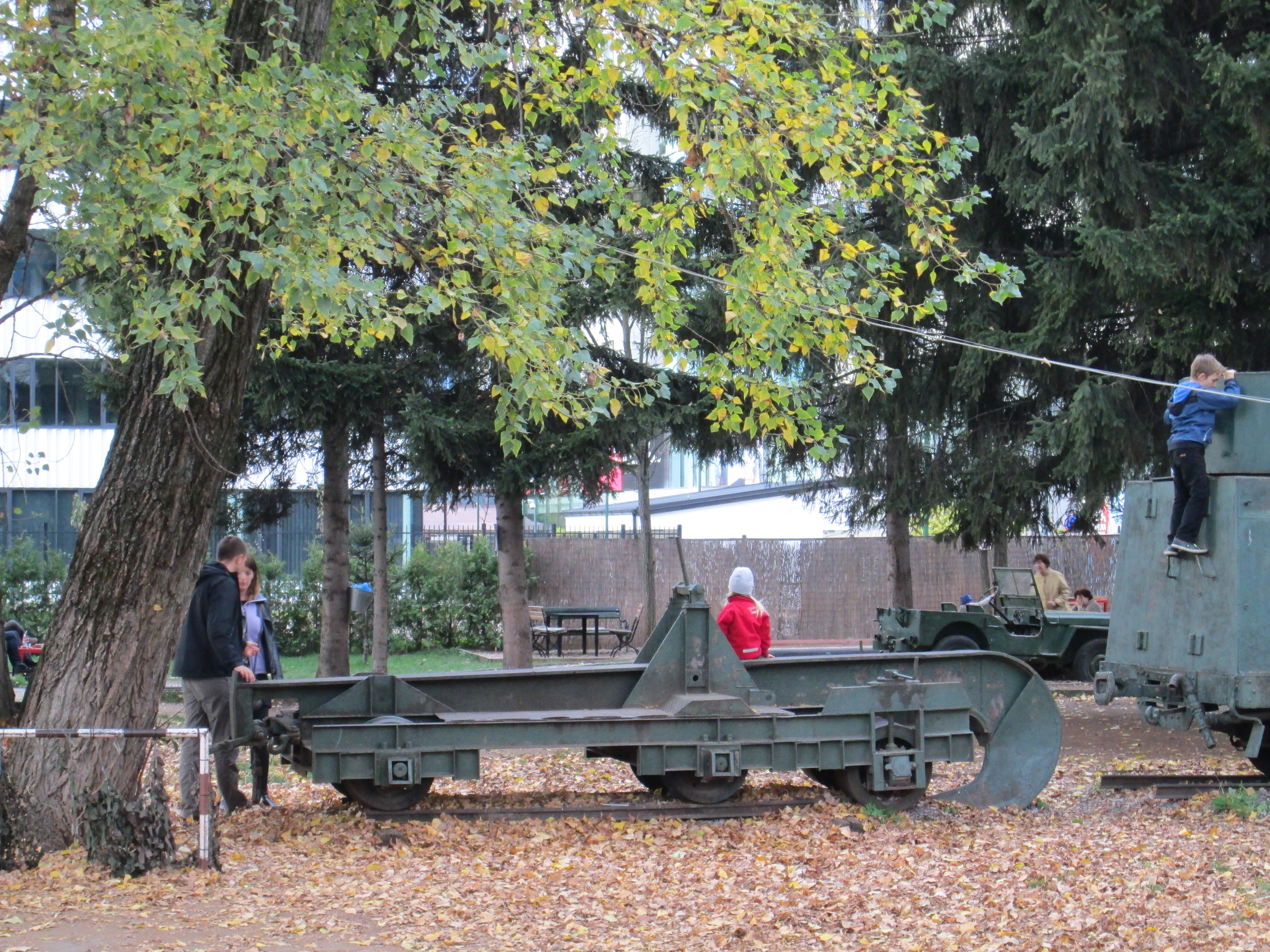
Charrue ferroviaire devant le musée.